# Peiralevada
Pèira Levada (en francès Peyrelevade) és un municipi francès del departament de la Corresa, a la regió de la Nova Aquitània.

## Demografia
| 1962                                       | 1968  | 1975  | 1982  | 1990  | 1999 | 2007 |
| ------------------------------------------ | ----- | ----- | ----- | ----- | ---- | ---- |
| 1.040                                      | 1.181 | 1.418 | 1.119 | 1.012 | 829  | 831  |
| Des de 1962: població sense dobles comptes |       |       |       |       |      |      |

## Administració
| Període   | Identitat            | Partit        |
| --------- | -------------------- | ------------- |
| 1953-1971 | Ernest Coutaud       | SFIO          |
| 1971-1972 | Andrée Faury         | PS            |
| 1972-1999 | Bernard Coutaud      | PS            |
| 1999-2004 | Gilberte Chavastelon | PS            |
| 2004-     | Pierre Coutaud       | Divers gauche |